# وارطان خاچاطریان (دولتمرد)
وارطان واهانی خاچاطریان (ارمنی: Վարդան Վահանի Խաչատրյան؛ زادهٔ ۲۸ ژوئن ۱۹۶۰) یک استاد دانشگاه، جامعه‌شناس، فیلسوف و سیاستمدار اهل ارمنستان است که از تاریخ ۲۰۰۷ تا تاریخ ۲۰۱۲سمت نمایندگی دوره چهارم مجلس ملی جمهوری ارمنستان را برعهده داشت.

## زندگی‌نامه
در ۲۸ ژوئن ۱۹۶۰ در گیومری به دنیا آمد و از دانشکده فلسفه دانشگاه دولتی ایروان فارغ‌التحصیل شد. 